# Daniel Bång
Daniel Bång, född 19 april 1987, är en svensk ishockeyspelare, född och uppvuxen i Kista. Han spelar som ytterforward i HC Lausanne. Daniel Bång kommer från AIK:s juniorled. 
Han gjorde allsvensk debut som 18-åring i februari 2006 men det var säsongen därefter som han på allvar slog sig in i A-truppen. Bång röstades efter säsongen 2006-07 fram till årets ishockeyspelare på AIK.se.
Bång gjorde sin landslagsdebut i Tre Kronor mot Finland i Karjala Cup 2010.